# Kanton Lesneven
Kanton Lesneven (fr. Canton de Lesneven) je francouzský kanton v departementu Finistère v regionu Bretaň. Skládá se z 12 obcí.

## Obce kantonu
- Brignogan-Plage
- Le Folgoët
- Goulven
- Kerlouan
- Kernouës
- Lesneven
- Ploudaniel
- Plouider
- Plounéour-Trez
- Saint-Frégant
- Saint-Méen
- Trégarantec